# Lenkei Lajos (újságíró, 1914–1971)
Lenkei Lajos (Budapest, Erzsébetváros, 1914. november 23. – Mátraháza, 1971. március 20.) magyar újságíró, színigazgató.

## Élete
Lauter Dezső (1889–1967) kereskedelmi alkalmazott és Weinwurm Ilona fia. Szülei 1918-ban kötöttek házasságot, s ekkortól a Lauter családnevet viselte, majd később apjához hasonlóan Lenkeire magyarosított.
A budapesti Pázmány Péter Tudományegyetem Bölcsészettudományi Karán diplomázott. 1945-ben bekapcsolódott a Magyar Kommunista Párt VI. kerületi munkájába. 1945-1948 között a Magyar–Szovjet Művelődési Társaság kulturális osztályát, 1949-től az MDP budapesti bizottságának kulturális osztályát vezette, majd a Budapest Székesfővárosi Népművelési Központ főigazgatójává nevezték ki. 1950–1956 között a Világosság és az Esti Budapest kulturális rovatának vezetője volt. Az 1956-os forradalom után a pártbizottság agitációs és propaganda osztályán dolgozott. Később az Ország-világ, majd 1957-től a Film Színház Muzsika főszerkesztője volt. 1962–1971 között a Vígszínház igazgatója volt. Orosz szerzők műveinek magyarra való fordításával is foglalkozott. 1971-ben hunyt el.

### Családja
Házastársa dr. Stuber Adrienne volt, akit 1946-ban Budapesten, a Józsefvárosban vett nőül.
Lánya Lenkei Júlia (1952) szerkesztő.

## Díjai, elismerései
- Szocialista kultúráért (1955)
- Népköztársaság Érdemérem arany fokozata
- Munka Érdemrend ezüst fokozata (1964)
- Felszabadulási Jubileumi Emlékérem